# Die Finals – Dresden 2025/Rugby

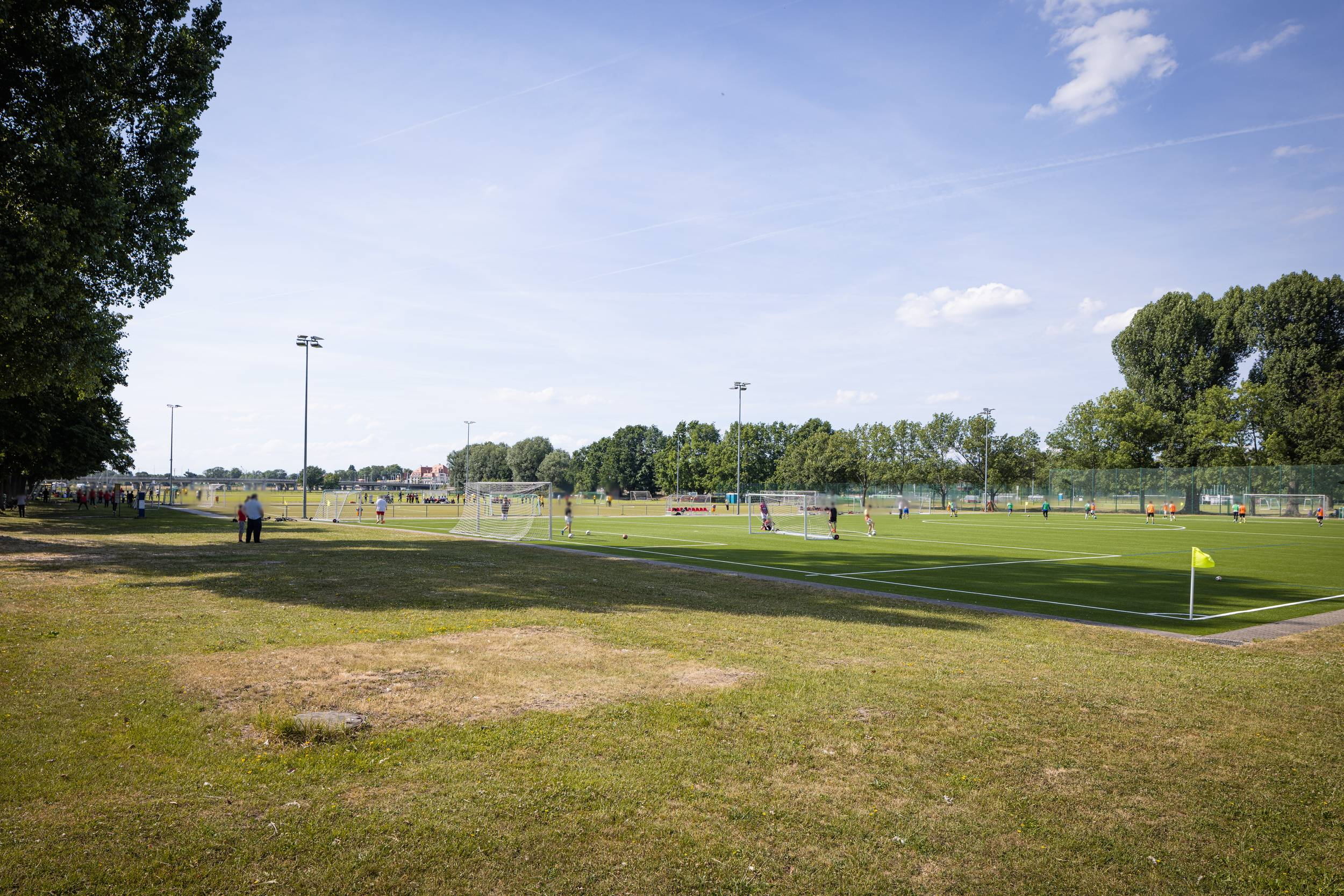
Die Dresden Teamsport Arena

Bei den Finals 2025 in Dresden wurden am 1. August zwei Wettbewerbe im 7er Rugby ausgetragen. Die Spiele fanden im Sportpark Ostra (Dresden Teamsport Arena) statt.

## Bilanz

### Medaillenspiegel
| Platz  | Land              | Gold | Silber | Bronze | Gesamt |
| ------ | ----------------- | ---- | ------ | ------ | ------ |
| 1      | Baden-Württemberg | 1    | 1      | 1      | 3      |
| 1      | Niedersachsen     | 1    | 1      | 1      | 2      |
| Gesamt | Gesamt            | 2    | 2      | 2      | 6      |

### Medaillengewinner
| Disziplin | Gold             | Silber           | Bronze             |
| --------- | ---------------- | ---------------- | ------------------ |
| Männer    | SC Germania List | RG Heidelberg    | Hannover 78        |
| Frauen    | Heidelberger RK  | SC Germania List | TSV Handschuhsheim |